# Yusufzais
Yusufzai (paixtu: يوسفزی; urdú: یوسف زئی) és una confederació de tribus paixtus principalment a la Província de la Frontera del Nord-oest, incloent-hi els districtes de Peshawar, Dir, Swat, Chitral, Mardan, Malakand, Swabi, Buner i Shangla amb les valls de Panjkora, Dir, Bashkar, Swat i Buner.
El seu nom deriva de Yusuf fill de Manday; el seu germà gran Umar va morir jove deixant un fill de nom Mandanh. Els yusufzais són els suposats descendents de Yusuf i Umar; els descendents del primer estan establerts a Swat, Dir i Malakand i els del segon a Swabi i Mardan. Parlen una variant del paixtu.
La plana de Yusufzai (bàsicament al districte de Mardan) està habitada pels mandans o mandarirs i pels yusufzai baizai (yusufzay baizay) que integren una de les dues grans fraccions dels Yusufzai (la dels Mandans); Els districtes de Mardan i Swabi formaren part anteriorment de la subdivisió de Yuzufzai del districte de Peshawar; l'altra facció són els yusufzai propis que viuen a Swat, Panjora, Dir i Buner; els propis yusufzais només apliquen el terme territorial a Dir, Swat i Buner, incloent-hi la vall del Chamla. A la vall de Swat els descendents d'un cap religiós yusufzai, van crear un estat governat pels anomenats akhund del Districte de Swat, que va durar de 1917 a 1969; al Dir van governar kans yusufzai durant 200 anys.

## Història
Van emigrar de Kabul durant el govern de Mirza Ulugh Beg, fill de Shah Rukh i net de Tamerlà, vers el 1446. Quan el 1504 Baber va arribar a Kabul la regió de Peshawar ja havia estat colonitzada per tribus afganeses com el swatis i el dilazaks i uns anys després Baber va trobar als yusufzais a la Vall del Swat i els va derrotar (en una batalla entre les viles de Gadar i Langarkot) i sotmetre.
Generalment van estar sotmesos a l'Imperi Mogol però periòdicament es revoltaven o deixaven de pagar el tribut quan el poder era dèbil. Però a la mort d'Aurangzeb van esdevenir de fet independents; van intentar mantenir la independència amb els sikhs però es van haver de sotmetre. El 1849 els yuzufzay de la plana de Mandan van quedar sota control nominal britànic que van haver de fer diverses expedicions per sotmetre'ls. Impulsada la irrigació el país va prosperar i va esdevenir un productor de canya de sucre i de tabac; els yusufzay de Mandan van entrar en bon nombre a l'exèrcit britànic de l'Índia. Els yusufzay més enllà de les muntanyes van conservar la independència; els kans de Swat, Pandjora, Dir i Buner van enfrontar als britànics primer a Ambela el 1863 i després a la gran revolta del 1897; els britànics no van penetrar a la vall de Swat abans de l'expedició contra Chitral de 1895, però van fer algunes expedicions el 1888, 1891, i 1892. Dir i Swat foren integrats a l'agència política de Malakand el 1895 mentre que els yusufzay de Buner i de la muntanya Negra van tenir un tractament separat.
Amb la independència, Pakistan va seguir el sistema britànic però més tard Dir i Swat d'un costat i Buner de l'altra foren integrats com a districtes a la divisió de Malakand sent considerats districtes tribals d'administració provincial. A finals del segle XX es calculava que els yusufzay eren entre tres i quatre milions.